# 刘文 (医生)
刘文（？—），武汉市红十字会医院神经内科医生，被称为2019冠状病毒病武汉市疫情“吹哨人”之一。

## 生平
- 刚刚二医院后湖院区确诊一例冠状感染性病毒肺炎，也许华南周边会隔离。洗手！口罩！手套！
- SARS已基本确定，护士妹妹们别出去晃了。

刘文毕业于武汉大学医学部临床医学专业，在武汉红会医院工作。2019新型冠狀病毒疫情暴发，2019年12月30日晚19时39分，刘文在工作微信群“协和红会神内”发布信息称：“刚刚二医院后湖院区确诊一例冠状感染性病毒肺炎，也许华南周边会隔离”，“SARS已基本确定，护士妹妹们别出去晃了”。12月31日就医院相关部门约谈，询问其消息来源，著其「不要流傳謠言」，並在2名警察陪同下寫下事情經過。他事後受訪，表示當時聽聞是冠狀病毒感染的肺炎，有印象的只有SARS及中東呼吸綜合症，考慮可能有人傳人，故提醒醫護同事多注意安全。
2月7日，財新網訪問劉文，劉說他在1月2日前後被公安叫去派出所，警察詢問消息來源及事情經過，列出書面筆錄，之後要求劉逐頁簽字及按手印，但就未有像李文亮一樣被書面訓誡。劉稱派出所之行給他造成了一些壓力，但自己並不後悔。財新網指「吹哨人」劉文和另2位被公安處理的醫生李文亮、謝琳卡一樣，不知道自己是否被通報8人之一。